# 博文
博文（？年—？年），滿洲鑲白旗伍雅圖佐領下人， 繙譯鄉試中式舉人，乾隆十年乙丑科繙譯會試中式進士，十八年任隰州知州，興修學宮，添建考棚。